# عبدالحمید میرزا ناصرالدوله
عبدالحمید میرزا ناصرالدوله (۱۲۵۶–۱۳۰۹ قمری) شاهزاده قاجار و حاکم کرمان بود
ناصرالدوله پسر فیروز میرزا و مادرش دختر میرزا حسن مستوفی‌الممالک آشتیانی بود. او از طرف پدرش برادر عبدالحسین میرزا فرمانفرما و از طرف مادرش خواهرزاده میرزا یوسف آشتیانی بود. عبدالحمید میرزا در سال ۱۲۵۶ قمری متولد شد. وی طبق معمول آن زمان تحصیلات مقدماتی را در خانه زیر نظر معلمین سرخانه آغاز کرد و سپس وارد مدرسه دارالفنون گردید و زیر نظر افسران اتریشی آموزش نظامی دید. در سن نوزده سالگی از جانب ناصرالدین شاه به منصب سرهنگی رسید و مامور انتظام امور عراق عجم شد. در سال ۱۲۸۴ قمری به منصب سرتیپی ارتقاء پیدا کرد و قراول مخصوص ناصرالدین شاه شد. سال بعد رئیس انتظامات تهران شد و دو فوج نظامی قزوین و دماوند به او سپرده شدند. در سفر ناصرالدین شاه به عتبات در شمار همراهان ناصرالدین شاه بود و لقب نظام‌الدوله گرفت و به ریاست کل قشون آذربایجان رسید. در سال ۱۲۹۷ قمری حکومت کرمان و ریاست قشون نظامی کرمان به او سپرده شد و لقب ناصرالدوله گرفت. در سال ۱۳۰۳ قمری پس از درگذشت پدرش به فرمانفرما ملقب شد و تا سال ۱۳۰۹ قمری که در گذشت در سمت حکمرانی کرمان و بلوچستان برقرار بود. از آثار تاریخی ناصرالدوله در کرمان به جای گذاشته است میتوان به باغ شازده یا باغ شاهزاده اشاره کرد.
عبدالحمید میرزا دختری به نام انورالسلطنه (همسر علی‌اکبرخان سالار فیروز) و پسری به نام عبدالمجید فیروز داشت.